# 圖恩圖圖里亞克 (阿拉斯加州)
圖恩圖圖里亞克（英語：Tuntutuliak）是位於美國阿拉斯加州貝塞爾人口普查區的一個非建制地區和人口普查指定地區。根據2010年美國人口普查，該地人口為408人，而該地的面積約為309.20平方千米。

## 地理
圖恩圖圖里亞克的座標為60°20′34″N 162°40′22″W / 60.34278°N 162.67278°W，而該地的平均海拔高度為4米（即13英尺）。